# 上海国盛
上海国盛（集团）有限公司是一家国有独资的大型投资控股和资本运营公司，由上海市人民政府批准设立。

## 关联企业

### 全资子公司
- 上海国盛集团资产有限公司
  - 上海科学普及出版社
- 上海建筑材料（集团）总公司
- 上海蔬菜（集团）有限公司

### 参股企业
- 中国商用飞机有限责任公司（26.32%）
- 中航商用飞机发动机有限责任公司[[[Wikipedia:格式手册/链接#章節|錨點失效]]]（15%）
- 上海农村商业银行股份有限公司
- 上海基础设施建设发展有限公司
- 國家大基金第3期(8.7%)

### 被投资企业
- 沐曦集成电路（上海）有限公司 [2]